# Хей, поле широко
„Хей, поле широко“ е известна българска партизанска песен.
Според Сборника „Българско народно творчество в тринадесет тома“, Т. ХІІІ, авторството е неуточнено. Текста е публикуван за пръв път в Сборника „Песни на българското работническо движение 1891-1944“.
Съществува твърдение, че текстът на песента е на Лена Ченчева, а мелодията е адаптирана от украинска народна песен.
Първият запис на песента е осъществен през 1958 г. Аранжиментът е на композитора Христо Тодоров. Най-популярното изпълнение е на Гюрга Пинджурова.

## Текст
Хей, поле широко,

широко, зелено, хей,

и Балкан ти роден,

хей, Балкан ти наш,

колко мъки знаеш,

колко тайни криеш,

хей, Балкан ти роден наш!

Във полята родни

момък славен се явил

от Балкана слезнал

с пушка във ръка -

командир на отряд

славен партизански,

хей, Балкан ти роден наш!

След него момците

със развени знамена

завземат в страната

градове, села.

Песен за свобода

пее днес народа,

хей, Балкан ти роден наш!